# 9244 Višnjan
A 9244 Višnjan (ideiglenes jelöléssel 1998 HV7) a Naprendszer kisbolygóövében található aszteroida. Korado Korlević és P. Radovan fedezte fel 1998. április 21-én.